# Eriocephalus
Genre
Eriocephalus est un genre de plantes à fleurs de la famille des Asteraceae.

## Liste des espèces
Selon Catalogue of Life (13 octobre 2017) :
- Eriocephalus africanus L.
- Eriocephalus ambiguus (DC.) M.A.N.Müll.
- Eriocephalus aromaticus C. A. Smith
- Eriocephalus aspalathoides DC.
- Eriocephalus brevifolius (DC.) M.A.N.Müll.
- Eriocephalus capitellatus DC.
- Eriocephalus dinteri S. Moore
- Eriocephalus ericoides
- Eriocephalus eximius DC.
- Eriocephalus giessii M.A.N.Müll.
- Eriocephalus glandulosus M.A.N.Müll.
- Eriocephalus grandiflorus M.A.N.Müll.
- Eriocephalus hirsutus Burtt Davy
- Eriocephalus karooicus M.A.N.Müll.
- Eriocephalus kingesii Merxm. & Eberle
- Eriocephalus klinghardtensis M.A.N.Müll.
- Eriocephalus longifolius M.A.N.Müll.
- Eriocephalus macroglossus B. Nordenst.
- Eriocephalus merxmuelleri M.A.N.Müll.
- Eriocephalus microcephalus DC.
- Eriocephalus microphyllus DC.
- Eriocephalus namaquensis M.A.N.Müll.
- Eriocephalus pauperrimus Merxm. & Eberle
- Eriocephalus pinnatus O. Hoffm.
- Eriocephalus pteronioides DC.
- Eriocephalus punctulatus DC.
- Eriocephalus racemosus L.
- Eriocephalus scariosissimus S. Moore
- Eriocephalus scariosus DC.
- Eriocephalus septulifer DC.
- Eriocephalus sericeus Gaud. ex DC.
- Eriocephalus spinescens Burch.
- Eriocephalus tenuifolius DC.
- Eriocephalus tenuipes C. A. Smith
- Eriocephalus tuberculosus DC.
- Eriocephalus xerophilus Schltr.

Selon The Plant List (13 octobre 2017) :
- Eriocephalus africanus L.
- Eriocephalus ambiguus (DC.) M.A.N.Müll.
- Eriocephalus aromaticus C.A.Sm.
- Eriocephalus aspalathoides DC.
- Eriocephalus brevifolius (DC.) M.A.N.Müll.
- Eriocephalus capitellatus DC.
- Eriocephalus decussatus Burch.
- Eriocephalus dinteri S.Moore
- Eriocephalus ericoides (L.f.) Druce
- Eriocephalus eximius DC.
- Eriocephalus giessii M.A.N.Müll.
- Eriocephalus glandulosus M.A.N.Müll.
- Eriocephalus grandiflorus M.A.N.Müll.
- Eriocephalus karooicus M.A.N.Müll.
- Eriocephalus kingesii Merxm. & Eberle
- Eriocephalus klinghardtensis M.A.N.Müll.
- Eriocephalus longifolius M.A.N.Müll.
- Eriocephalus luederitzianus O.Hoffm.
- Eriocephalus macroglossus B.Nord.
- Eriocephalus merxmuelleri M.A.N.Müll.
- Eriocephalus microcephalus DC.
- Eriocephalus microphyllus DC.
- Eriocephalus namaquensis M.A.N.Müll.
- Eriocephalus pauperrimus Merxm. & Eberle
- Eriocephalus pedicellaris DC.
- Eriocephalus pinnatus O.Hoffm.
- Eriocephalus punctulatus DC.
- Eriocephalus purpureus Burch.
- Eriocephalus racemosus L.
- Eriocephalus scariosus DC.
- Eriocephalus sericeus Gaudich.
- Eriocephalus spinescens Burch.
- Eriocephalus tenuifolius DC.
- Eriocephalus tenuipes C.A.Sm.
- Eriocephalus tuberculosus DC.
- Eriocephalus umbellatus Auct.

Selon Tropicos (13 octobre 2017) (Attention liste brute contenant possiblement des synonymes) :
- Eriocephalus affinis DC.
- Eriocephalus africanus L.
- Eriocephalus aromaticus C.A. Sm.
- Eriocephalus aspalathoides DC.
- Eriocephalus capitellatus DC.
- Eriocephalus dinteri S. Moore
- Eriocephalus eenii S. Moore
- Eriocephalus ericoides Druce
- Eriocephalus eximius DC.
- Eriocephalus glaber Thunb.
- Eriocephalus hirsutus Burtt Davy
- Eriocephalus kingesii MERXM. & EBERLE
- Eriocephalus laricinus DC.
- Eriocephalus luederitzianus O. Hoffm.
- Eriocephalus macroglossus B. Nord.
- Eriocephalus microcephalus DC.
- Eriocephalus microphyllus DC.
- Eriocephalus parviflorus Dinter
- Eriocephalus pauperrimus MERXM. & EBERLE
- Eriocephalus pedicellaris DC.
- Eriocephalus petrophiloides DC.
- Eriocephalus pinnatus O. Hoffm.
- Eriocephalus pteronioides DC.
- Eriocephalus pubescens DC.
- Eriocephalus punctulatus DC.
- Eriocephalus racemosus L.
- Eriocephalus scariosissimus S. Moore
- Eriocephalus scariosus DC.
- Eriocephalus septifer Cass.
- Eriocephalus septulifer DC.
- Eriocephalus sericeus Gaudich. ex DC.
- Eriocephalus spinescens Burch.
- Eriocephalus tenuifolius DC.
- Eriocephalus tenuipes C.A. Sm.
- Eriocephalus trinervatus Sessé & Moc.
- Eriocephalus tuberculosus DC.
- Eriocephalus umbellulatus DC.
- Eriocephalus virgatus Dinter
- Eriocephalus xerophilus Schltr.